# Liste der Monuments historiques in Athie (Côte-d’Or)
Die Liste der Monuments historiques in Athie führt die Monuments historiques in der französischen Gemeinde Athie auf.

## Liste der Immobilien
| Bezeichnung    | Beschreibung           | Standort         | Kennzeichnung | Schutzstatus | Datum | Bild           |
| -------------- | ---------------------- | ---------------- | ------------- | ------------ | ----- | -------------- |
| Friedhofskreuz | Stein, 15. Jahrhundert | Rue Haute (Lage) | PA00112073    | Classé       | 1925  | weitere Bilder |

## Liste der Objekte
| Bezeichnung                          | Beschreibung                                  | Standort                        | Kennzeichnung | Schutzstatus | Datum | Bild |
| ------------------------------------ | --------------------------------------------- | ------------------------------- | ------------- | ------------ | ----- | ---- |
| Tabernakel                           | Holz, bemalt, 15. Jahrhundert                 | in der Kirche St-Cassien (Lage) | PM21000097    | Classé       | 1910  |      |
| Kruzifixus                           | Kupfer, 14. oder 15. Jahrhundert              | in der Kirche St-Cassien (Lage) | PM21000098    | Classé       | 1919  |      |
| Skulptur Heiliger Jakobus der Ältere | Holz, Ende des 16. Jahrhunderts               | in der Kirche St-Cassien (Lage) | PM21000099    | Classé       | 1959  |      |
| Skulptur Madonna mit Kind            | Stein, farbig gefasst, 16. Jahrhundert        | in der Kirche St-Cassien (Lage) | PM21000100    | Classé       | 1965  |      |
| Skulptur Heilige Barbara             | Stein, farbig gefasst, 15. Jahrhundert        | in der Kirche St-Cassien (Lage) | PM21000101    | Classé       | 1965  |      |
| Skulptur Heiliger Kassian            | Keramik, farbig gefasst, 18. Jahrhundert      | in der Kirche St-Cassien (Lage) | PM21000102    | Classé       | 1965  |      |
| Weiße Kasel                          | Stoff, bestickt, 18. Jahrhundert              | in der Kirche St-Cassien (Lage) | PM21003524    | Classé       | 1975  |      |
| Rote Kasel                           | Stoff, bestickt, 18. Jahrhundert              | in der Kirche St-Cassien (Lage) | PM21003525    | Inscrit      | 1975  |      |
| Gemälde Heiliger Hieronymus          | Ölfarbe auf Holz, Holzrahmen, 16. Jahrhundert | in der Kirche St-Cassien (Lage) | PM21003578    | Inscrit      | 1976  |      |